# Austrotartessus iokaste
Austrotartessus iokaste är en insektsart som beskrevs av George Willis Kirkaldy 1907. Austrotartessus iokaste ingår i släktet Austrotartessus och familjen dvärgstritar. Inga underarter finns listade i Catalogue of Life.